# NGC 2903
| Galáxia espiral NGC 2903 |                                                                   |
|                          |                                                                   |
| Dados do catálogo:       |                                                                   |
| Classificação do objeto: | Sb                                                                |
| Brilho superficial       | 13,3                                                              |
| Massa (Sol=1)            | ----                                                              |
| Outras denominações:     | UGC 5079, MCG+04-23-009, H I-56, h 604.1, GC 1861, PGC 27077, etc |

NGC 2903 é uma galáxia espiral localizada a cerca de vinte milhões e quinhentos mil anos-luz (aproximadamente 6,285 megaparsecs) de distância na direção da constelação do Leão. Possui uma magnitude aparente de 8,8, uma declinação de +21º 30' 07" e uma ascensão reta de 09 horas, 32 minutos e 09,9 segundos.
A galáxia NGC 2903 foi descoberta em 1784 por William Herschel.